# Mauzoleum w Halikarnasie

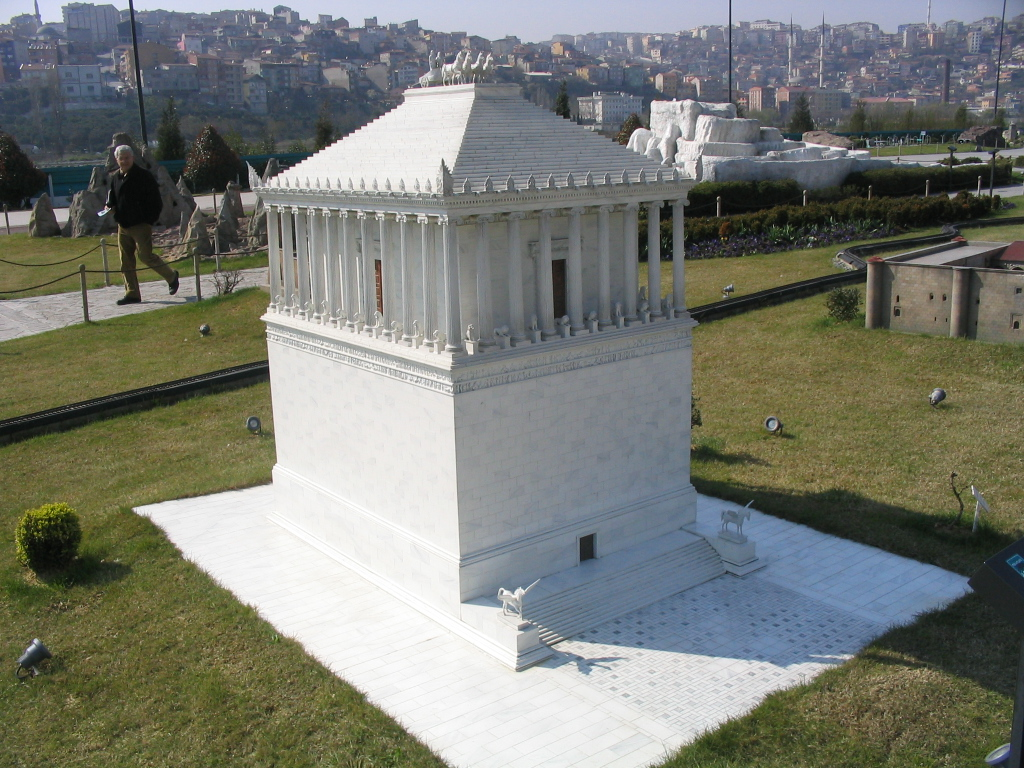
Makieta przypuszczalnego wyglądu budowli

Mauzoleum w Halikarnasie – grobowiec Mauzolosa, perskiego satrapy Karii, wzniesiony ok. 350 p.n.e.. Uważany za jeden z siedmiu antycznych cudów świata (obecnie w Bodrum w południowo-zachodniej Turcji). Stanowi genezę określenia mauzoleum, które jest stosowane obecnie w odniesieniu do wielkich grobowców.
Budowla została zaprojektowana przez architektów Satyrosa i Pyteosa na polecenie królowej-wdowy – Artemizji. Ozdoby wykonali rzeźbiarze Skopas, Leochares, Timoteos i Bryaksis z Karii.
Mauzoleum było świątynią w jońskim porządku architektonicznym z kolumnadą, na którą składało się 40 kolumn. Na jej szczycie znajdowała się 24-stopniowa piramida z kwadrygą niosącą postaci zmarłego króla i jego małżonki – Artemizji. Była zbudowana na planie prostokąta o wymiarach 35,6 × 25 m i miała 45 m wysokości.
Mauzoleum nie przetrwało do naszych czasów. Zaniedbana budowla pod wpływem upływu czasu, działań ludzi i trzęsień ziemi stopniowo popadała w ruinę. W 1404 roku tylko fundamenty i podstawa budynku były w stanie nienaruszonym. W 1494 i 1522 joannici zagrożeni najazdem muzułmanów używali budulca z mauzoleum dla umocnienia swej siedziby, znanej jako Zamek Świętego Piotra. W trakcie rozbiórki antycznej budowli odkryto sarkofag Mauzolosa, który następnie zaginął. Część zabytków z mauzoleum, m.in. rzeźby, znalazła się w British Museum w Londynie.

## Miasto Halikarnas
W IV wieku p.n.e. Halikarnas był stolicą królestwa Karii, w imperium Achemenidów, na zachodnim wybrzeżu Azji Mniejszej. W 377 r. p.n.e. nominalny władca regionu, Hekatomnos z Milas, zmarł, pozostawiając rządy swojemu synowi Mauzolosowi. Hekatomnos był przedstawicielem lokalnej dynastii Hektamonidów, sprawującej rządy z ramienia Persów, która przejęła kontrolę nad kilkoma sąsiadującymi miastami i dzielnicami. Oprócz Artemizji i Mauzolosa Hekatomnos miał kilka innych córek i synów: Adę (przybraną matkę Aleksandra Wielkiego),  Idrieusa oraz Piksodarosa.
Mauzolos rozszerzył swoje terytorium aż do południowo-zachodniego wybrzeża Anatolii, atakując w szczególności terytorium Licji, niezwykłe z powodu licznych monumentalnych grobowców, takich jak grobowiec w Ksantos, z którego czerpał inspirację do swojego mauzoleum.
Artemizja II i Mauzolos rządzili z Halikarnasu przez 24 lata. Mauzolos, choć wywodził się z miejscowej ludności, mówił po grecku i podziwiał grecki ustrój polityczny oraz styl życia. Wzdłuż wybrzeża założył wiele miast według wzoru greckiego i promował greckie tradycje demokratyczne.